# لوکا ریزو

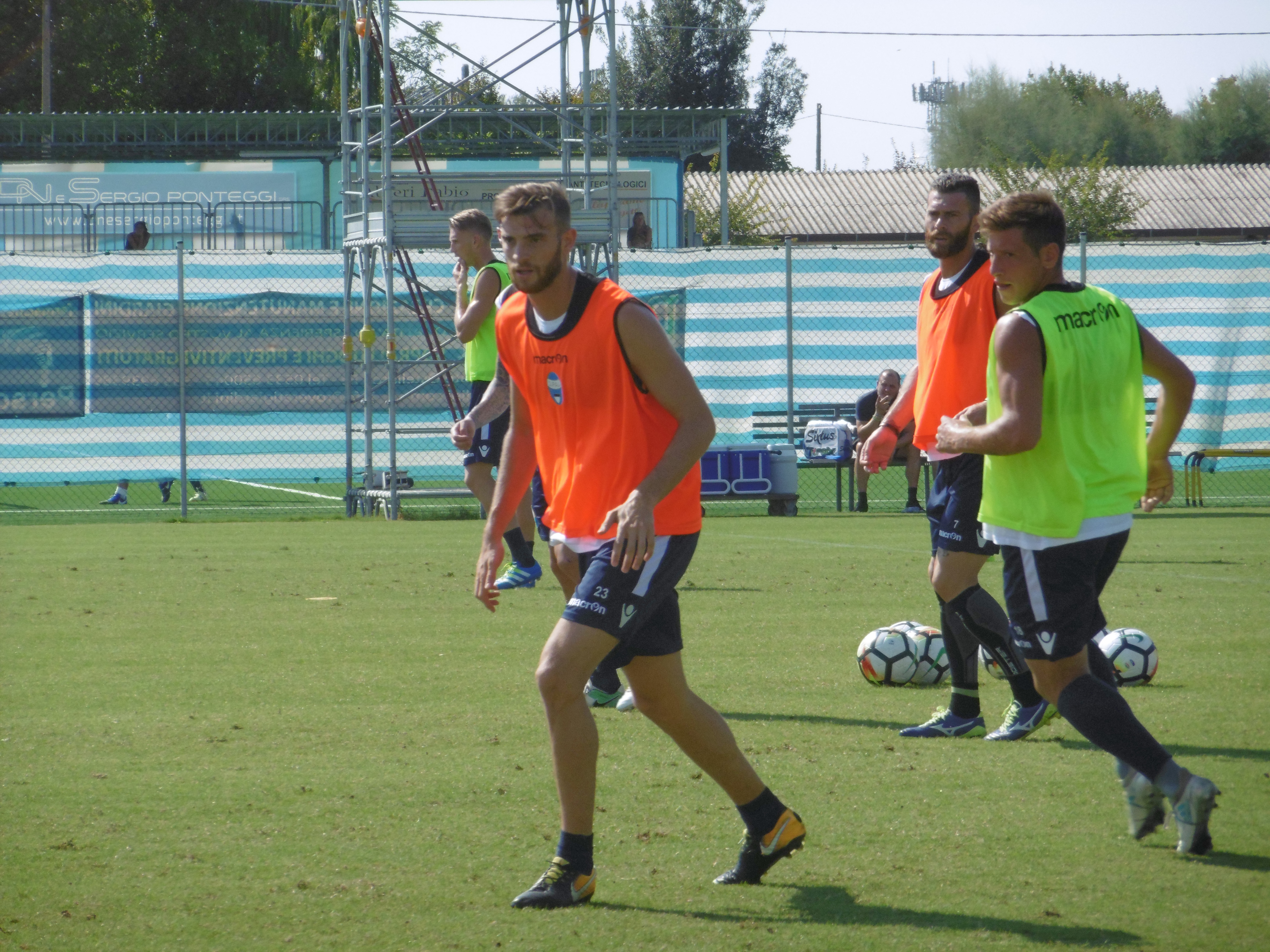
لوکا ریزو

لوکا ریزو (انگلیسی: Luca Rizzo؛ زادهٔ ۲۴ آوریل ۱۹۹۲) بازیکن فوتبال اهل ایتالیا است.
از باشگاه‌هایی که در آن بازی کرده‌است می‌توان به باشگاه فوتبال مودنا، باشگاه فوتبال بولونیا، باشگاه فوتبال سمپدوریا، باشگاه فوتبال پیزا، باشگاه فوتبال آتالانتا، و باشگاه فوتبال یو. اس. پرگولیتزه اشاره کرد.